# Mercedes-Benz Accelo

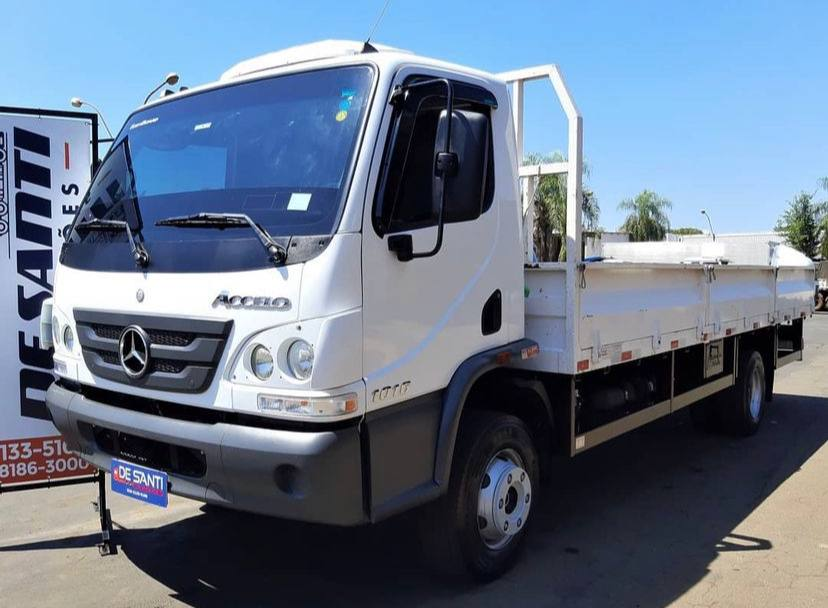
Mercedes-Benz Accelo (2011–2024)

Mercedes-Benz Accelo — легка безкапотна вантажівка з обтічною кабіною, що випускається з 2003 р. Сімейство включає моделі 715С і 915С. Розробка і виробництво Accelo зайняли шість років. В проєкт у цілому було інвестовано 160 мільйонів доларів США. Дизайном кабіни за домовленістю з "DaimlerChrysler" займалася англійська компанія "Mayflower Vehicle Systems". Крім Південної Америки автомобіль постачають в країни Близького Сходу і Африки. Автомобілі оснащені дизельними двигунами 4,8 л OM 924 LA І4 потужністю 150/156/163 к. с. від серії Vario, механічною 5-ступінчастою коробкою передач, підвіскою на параболічних ресорах, гидропідсилювачем рульового управління і всіма дисковими гальмами.